# Valenz-Instrumentalitäts-Erwartungs-Theorie
Nach der VIE-Theorie (für Valenz, Instrumentalität, Erwartung) von Victor Harold Vroom (1964) ist die Frage, ob eine Person Leistungsmotivation zeigt, nicht nur das Resultat ihrer individuellen Anlagen oder ihrer Sozialisation, sondern vor allem von Faktoren der Situation abhängig. 

## Allgemeines
Die VIE-Theorie zählt damit im Bereich der Motivationstheorien zur Kategorie der Prozess-Theorien, d. h. sie umschreibt nicht die inhaltlichen Aspekte (wie z. B. Bedürfnisbefriedigung, Streben nach Status), sondern betrachtet die Dynamik der Motivation (Wie kommt Motivation zustande? Welchen Regeln folgen motivationale Prozesse?). Innerhalb der VIE-Theorien wird versucht, die Intention des Verhaltens zu errechnen aus der Wertigkeit der Ziele, der Instrumentalität der Handlung für das Erreichen dieser Ziele und der subjektiven Wahrscheinlichkeit, dieses Verhalten auch zeigen zu können.
Dabei behandelt die VIE-Theorie speziell jene Prozesse, die zur Entscheidung für eine bestimmte Handlungsalternative führen (prädezisionalen Phase nach Heinz Heckhausen).

## Grundlage der Theorie
Grundlage der VIE-Theorie ist der Weg-Ziel-Ansatz (englisch Path-Goal Approach) von Georgopoulus, Mahoney & Jones (1957): demnach wird Leistung (der „Weg“) von Individuen nur dann als erstrebenswert angesehen, wenn damit ein erwünschtes Ziel erreicht werden kann. Entsprechend orientiert sich das Ausmaß an gezeigter Leistung an dem Aufwand, der notwendig ist, um das Ziel zu erreichen.
Dieser Ansatz beruht auf dem Paradigma des Nutzenmaximierers: die Wahrnehmung eines „relativen Nutzens“ ist wesentlich ausschlaggebend für die Bereitschaft zur Leistungserbringung.

## Annahmen der VIE-Theorie
Vroom unterscheidet in seiner Theorie zwischen zwei Sorten von Konsequenzen, die sich aus menschlichem Handeln ergeben: die Handlungsergebnisse (Ergebnisse erster Stufe) und die Handlungsfolgen (Ergebnisse zweiter Stufe).
- Handlungsergebnisse (E) sind die direkten Ergebnisse, welche sich aus dem Handeln oder auch Nicht-Handeln einer Person ergeben, z. B. die Beförderung im Beruf, welche als Resultat engagierten Arbeitens angeboten wird. Ein Handlungsergebnis ist somit stets Folge einer Handlungsalternative.
- Als Handlungsfolgen (F) wird die Wirkung bezeichnet, welche ein Handlungsergebnis auf andere Bereiche des Lebens hat. Im Fall der Beförderung wären dies z. B. mehr Verantwortung, weniger Freizeit, bessere Bezahlung und mehr Ansehen.

Man muss also drei Ebenen unterscheiden:
1. Motivation und Handlung → 2. Handlungsergebnis → 3. Handlungsfolge
Um zu erklären, wie Menschen motivationale Entscheidungen treffen („Strenge ich mich an oder nicht?“), sind nach Vroom die drei folgenden Aspekte notwendig: die Instrumentalität des Handlungsergebnisses, die Valenz der Handlungsfolge und die zugehörige Erwartung der Person.

### Instrumentalität
Instrumentalität steht hier für die Beziehung zwischen dem Handlungsergebnis und den daraus resultierenden Handlungsfolgen, „d. h. Handlungsergebnisse können günstige oder ungünstige Auswirkungen haben“. Hinter dem Begriff der Instrumentalität verbirgt sich also die Frage, inwieweit das Ergebnis meiner Anstrengungen wünschenswerte Konsequenzen nach sich zieht.
Ein Handlungsergebnis kann also gleichzeitig positive und negative Instrumentalität (Auswirkung) haben, bezogen auf verschiedene Handlungsfolgen. Die o. g. Beförderung zum Beispiel hat positive Instrumentalität in Bezug auf das Einkommen (dieses steigt nach der Beförderung). Gleichzeitig hat sie aber auch negative Instrumentalität auf die Freizeit (mit der größeren Verantwortung ist man weniger entbehrlich und muss länger arbeiten).

### Valenz
Unter Valenz versteht Vroom den Wert, den bestimmte Zustände für ein Individuum haben. Valenz gibt also den Grad an, in dem ein bestimmter Zustand für ein Individuum wünschenswert oder wie wichtig dieser ist. Dabei bezieht sich Valenz {\displaystyle V} im Kontext der VIE-Theorie auf das Handlungsergebnis, die Valenz {\displaystyle V'} auf die Handlungsfolgen. Denn die Valenz {\displaystyle V} des Handlungsergebnisses {\displaystyle (E)} ergibt sich laut der Theorie aus den Valenzen {\displaystyle V'} und den Instrumentalitäten {\displaystyle I} der Handlungsfolgen {\displaystyle F.}
Vroom postuliert, dass eine Person für jede Handlungsfolge die spezifische Instrumentalität „{\displaystyle I(F)}“ des Handlungsergebnisses kalkuliert. Wie bedeutsam diese Auswirkungen im Einzelnen für die Bewertung des Handlungsergebnisses sind, hängt von der jeweiligen Valenz der Handlungsfolge ab „{\displaystyle V'(F)}“. Durch die Valenz einer bestimmten Handlungsfolge erhält ihre Veränderung durch das Handlungsergebnis mehr oder weniger Gewicht. Wie wünschenswert das direkte Handlungsergebnis ist („{\displaystyle Valenz(E)}“), ergibt sich so aus der Summe der gewichteten Instrumentalitäten aller Handlungsfolgen. Dies lässt sich mathematisch wie folgt darstellen:
{\displaystyle {\text{Valenz(E)}}=\sum _{i=1}^{n}{(V'(F_{i})\ast I(F_{i}))}}
Am Beispiel der Beförderung hieße dies folgendes: Nehmen wir an, der Angestellte, dem eine Beförderung angeboten werden könnte, ist gerade Vater geworden. Er möchte so viel Zeit wie möglich mit seinem Kind verbringen, wird aber nach einer möglichen Beförderung weniger freie Zeit zur Verfügung haben (negative Instrumentalität für F1). Andererseits denkt der junge Vater vielleicht, dass er jetzt ganz alleine seine Familie versorgen muss, eine Gehaltserhöhung käme da genau richtig (positive Instrumentalität für F2). Je nachdem, wie wichtig für ihn die verbleibende freie Zeit oder das höhere Einkommen ist, wirkt entweder die negative oder die positive Instrumentalität stärker auf die Valenz der Beförderung. Diese erscheint ihm entsprechend insgesamt weniger oder mehr erstrebenswert.
An diesem Punkt ist jedoch erst entschieden, wie erstrebenswert das Ergebnis des Handelns ist. Damit geht jedoch noch keine Entscheidung einher, ob entsprechend gehandelt, ob Anstrengung investiert wird.

### Erwartung
Der Terminus Erwartung beschreibt hier den Grad der subjektiv wahrgenommenen Eintrittswahrscheinlichkeit eines Ergebnisses. Die Erwartung misst Vroom auf einer Skala von 0 bis 1: Bei einer Erwartung von 0 hält das Individuum das Auftreten eines Ereignisses infolge einer bestimmten Handlung für unwahrscheinlich, bei einer Erwartung von 1 wird das Auftreten eines Ereignisses für sicher gehalten.
In der VIE-Theorie ist es wichtig, zwischen Erwartung und Instrumentalität zu unterscheiden. Beide sind subjektive Einschätzungen des Individuums, werden aber in Vrooms Modell anders verortet:
- Erwartung = Handlungs-Ergebnis-Zusammenhang: Die angenommene Wahrscheinlichkeit, dass durch den Einsatz die Voraussetzungen für das Handlungsergebnis erfüllt werden. Diese Erwartung hängt überwiegend von Persönlichkeitsmerkmalen des Individuums selbst ab, etwa Fähigkeiten und Selbstvertrauen.
- Instrumentalität = Ergebnis-Folge-Zusammenhang: Die Wahrscheinlichkeit, mit der das Ergebnis der eigenen Leistung zu den erwünschten Handlungsfolgen führt. Diese wird überwiegend durch Vorgesetztenverhalten und organisatorische Regeln beeinflusst.

### Die motivationale Entscheidung
Die Entscheidung einer Person darüber, ob sie Leistung investiert oder nicht, ergibt sich nach Vroom schließlich aus dem Zusammenspiel ihrer Erwartungen und der Wertigkeit des Handlungsergebnisses:
{\displaystyle {\text{ Entscheidung }}=\;{\text{ Valenz(E) }}\;\ast \;{\text{ Erwartung(E) }}}
Das Individuum wird demnach zu jener Handlungsalternative greifen, die den höchsten F-Wert besitzt. Die multiplikative Verknüpfung von Valenz und Erwartung zeigt, dass beide Aspekte ein Mindestmaß erreichen müssen, damit eine Person bereit ist, Leistung zu zeigen. Ein extrem wünschenswertes Ziel wird sich trotzdem nicht leistungssteigernd auswirken, wenn die Person annimmt, dass dieses Ergebnis nicht zu erreichen ist (z. B. weil man überzeugt ist, bei Beförderungen „sowieso immer übergangen zu werden“ oder weil man sich selbst für nicht kompetent genug hält). Gleichzeitig werden Handlungsziele, die sehr leicht zu erreichen wären, trotzdem nicht motivierend wirken, wenn sie keine positive Valenz besitzen (z. B. dem Nachbarn den Hof kehren).
Nach dieser Auffassung ist Arbeitsleistung also extrinsisch motiviert, sie ist für den Einzelnen ein Instrument zur Erreichung von Handlungsfolgen mit positiver Valenz.

## Bewertung der VIE-Theorie
Besonders wichtig für die Unternehmenspraxis ist die Aussage der Theorie, dass die Motivation von Mitarbeitern von der gekonnten Verknüpfung von betrieblichen mit individuellen Zielen abhängt. Die Grundidee der VIE-Theorie ist sehr einleuchtend, zugleich aber auch relativ komplex. Trotzdem bildet die VIE-Theorie eine nützliche Grundlage für die Ableitung konkreter Motivierungsstrategien im betrieblichen Alltag. Ihre mathematische Formulierung ermöglicht die präzise empirische Überprüfung der Theorie und macht sie auch für die Wissenschaft besonders interessant. Dadurch ist sie zurzeit eine der dominantesten Motivationstheorien geworden.
Bei der Anwendung der VIE-Theorie muss jedoch beachtet werden, dass sie nur einen Ausschnitt des Leistungs- und Motivations-Prozesses betrachtet (Entscheidung für oder gegen Handlungsalternativen). Die Leistungsbereitschaft muss danach erst in Handlungen und Leistungen umgesetzt, gesteuert und bewertet werden.

## Schlussfolgerung für die Praxis
Nach Vrooms Theorie würde ein Mitarbeiter gute Leistungen vollbringen, wenn er eine hohe Wahrscheinlichkeit sieht (hohe Erwartungen), dass:
1. seine persönlichen Bemühungen (Handlungen) zu hoher Arbeitsleistung führen
2. gute Arbeitsleistung zu erwünschten persönlichen Zielen/ Ergebnissen führt
3. falls diese Ziele/Ergebnisse attraktiv empfunden werden (hohe Valenz besitzen)

Für die Frage der Motivierung im Sinne einer Führungsaufgabe kommt es also zuerst darauf an, „in Gesprächen mit Mitarbeitern deren Erwartungen, Valenzen und Instrumentalitäten zu ermitteln, um durch gezielte Beeinflussung dieser Größen ihre Leistungsbereitschaft zu erhöhen.“

### Kritik
Die Kritik an Vrooms Modell lässt sich in den folgenden Punkten zusammenfassen:
1. Menschen handeln nur beschränkt rational und erfüllen damit nicht die Grundannahmen des Modells.
2. Zudem kalkulieren sie nicht jede Handlung, sondern führen auch Routinehandlungen durch.
3. Nach Vroom führt eine Motivation auch zu Handlung. Zwischen dem Handlungswunsch und dem tatsächlichen Tun klafft aber oft eine Lücke.